# Hell Energy Magyarország Kft.
A Hell Energy Magyarország Kft. magyar tulajdonban lévő italgyártó cég, amely főleg Hell Energy Drink nevű energiaitaláról, valamint Xixo nevű üdítőital-családjáról ismert.

## Története
A Hell Energy Magyarország Kft. jogelődjét 2004-ben alapították, s 2005-ben került a miskolci illetőségű Barabás család érdekkörébe. A cég eleinte cukorkereskedéssel foglalkozott, majd 2006-tól kezdett energiaital-gyártásba. A Hell nevet csak három évvel később, 2009-ben vette fel. A cég 2008-tól jelentős mennyiségű vissza nem térítendő állami és uniós támogatást, valamint támogatott hitelt kapott, ezek összege a becslések szerint 2020 októberéig elérte a 46,3 milliárd forintot. Ez az összeg 2021 márciusában további 7,1 milliárd forinttal növekedett, ezt az összeget egyedi döntés alapján, Szijjártó Péter minisztériumától kapta a cég szikszói alumíniumdoboz-gyára.

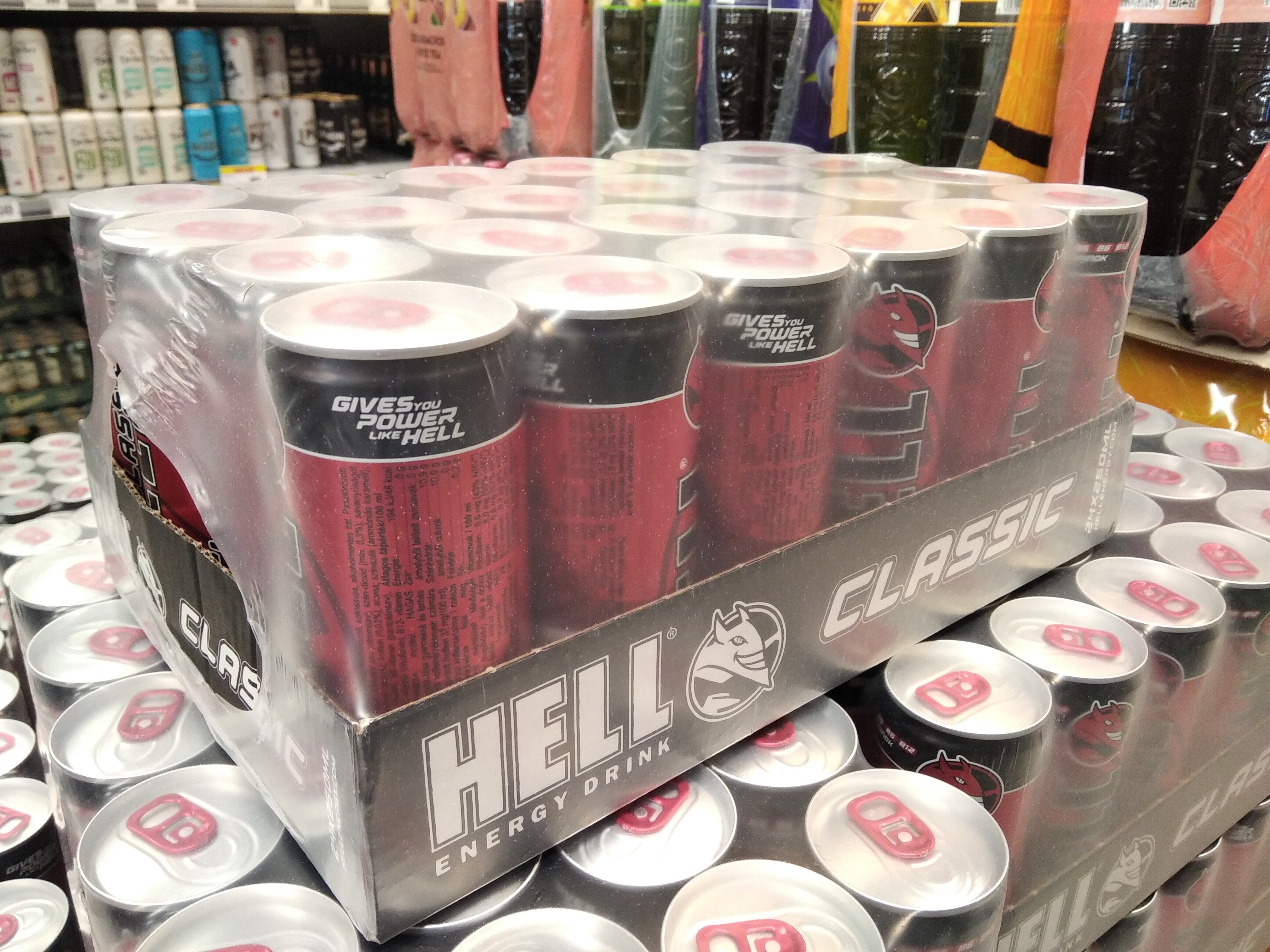
Hell Classic a gyári csomagolásában

A cég 2011-ben átadott, Borsod-Abaúj-Zemplén vármegyei, német gyártástechnológiával felszerelt töltőüzemében állítja elő termékeit. A két német gépgyártó cég (Krones, KHS) gyártósoraival felszerelt létesítményben napi 7 millió alumínium italdobozt töltenek meg. 2017 tavaszára felépült a HELL cégcsoport tagjaként Magyarország első alumíniumitaldoboz-gyára, a Quality Pack.[forrás?] A 42 000 m²-en elterülő üzemben a 2018-as kapacitásbővítést követően napi 4,5 millió, évi 1,5 milliárd darab 250 ml-es alumíniumdobozt és doboztetőt állítanak elő. A dobozokhoz 75%-ban újrahasznosított alapanyagokat használnak fel, és továbbra is újrahasznosíthatóak. 2019-ben a HELL töltőüzeme és italdobozgyára közösen nyerte el az Év Gyára díjat, a legeredményesebb gyártástámogató folyamatok kategóriában.
A cég a fenntarthatóság követelményére hivatkozva a alumíniumdobozos kiszerelést részesíti előnyben. Egyesek vitatják, hogy ez önmagában környezettudatos törekvés lenne.
A Hell Energy Magyarország Kft. tulajdonosa a miskolci illetőségű Barabás család. Mint cégtulajdonosok 2013-ban kerültek fel a Napi Gazdaság A 100 leggazdagabb című listájára, ekkor a 86. helyen szerepeltek 6,9 milliárd forintos vagyonnal. 2020-ban a cégalapító idősebb Barabás Ernő vagyona 48,5 milliárd forintra növekedett, ezzel a lista 26. helyére került. A cég tulajdonosai ma már az alapító két fia, ifj. Barabás Ernő és Barabás Zsolt.

## A Hell Energy gyár
A Hell Energy gyár 2011-ben épült meg Szikszón. Két konzervtöltő vonallal rendelkezik, napi 2 millió doboz termelési kapacitással. Van egy laboratórium az italok paramétereinek folyamatos ellenőrzésére. Rendelkezik a legmagasabb élelmiszerbiztonsági tanúsítvánnyal Európában. 2012-ben a gyárat hivatalosan Európa legjobb három gyára közé választották a „Global and World Class Manufacturing” kategóriában a Stratégiai Gyártási Díj keretében Düsseldorfban, Németországban. Az üzemhez egy teljesen automatizált logisztikai központ tartozik, amelynek területe 6000 négyzetméter. A töltőgyár 250, 330, 475 és 500 ml-es palackokat gyárt. 2011 óta gyárt importra és exportra a szikszói palackozógyárban. A doboztöltő vonal éves kapacitása 600 millió doboz, így képes elfogadni megbízásokat és kiszervezni más márkák kéréseit.

## Termékei

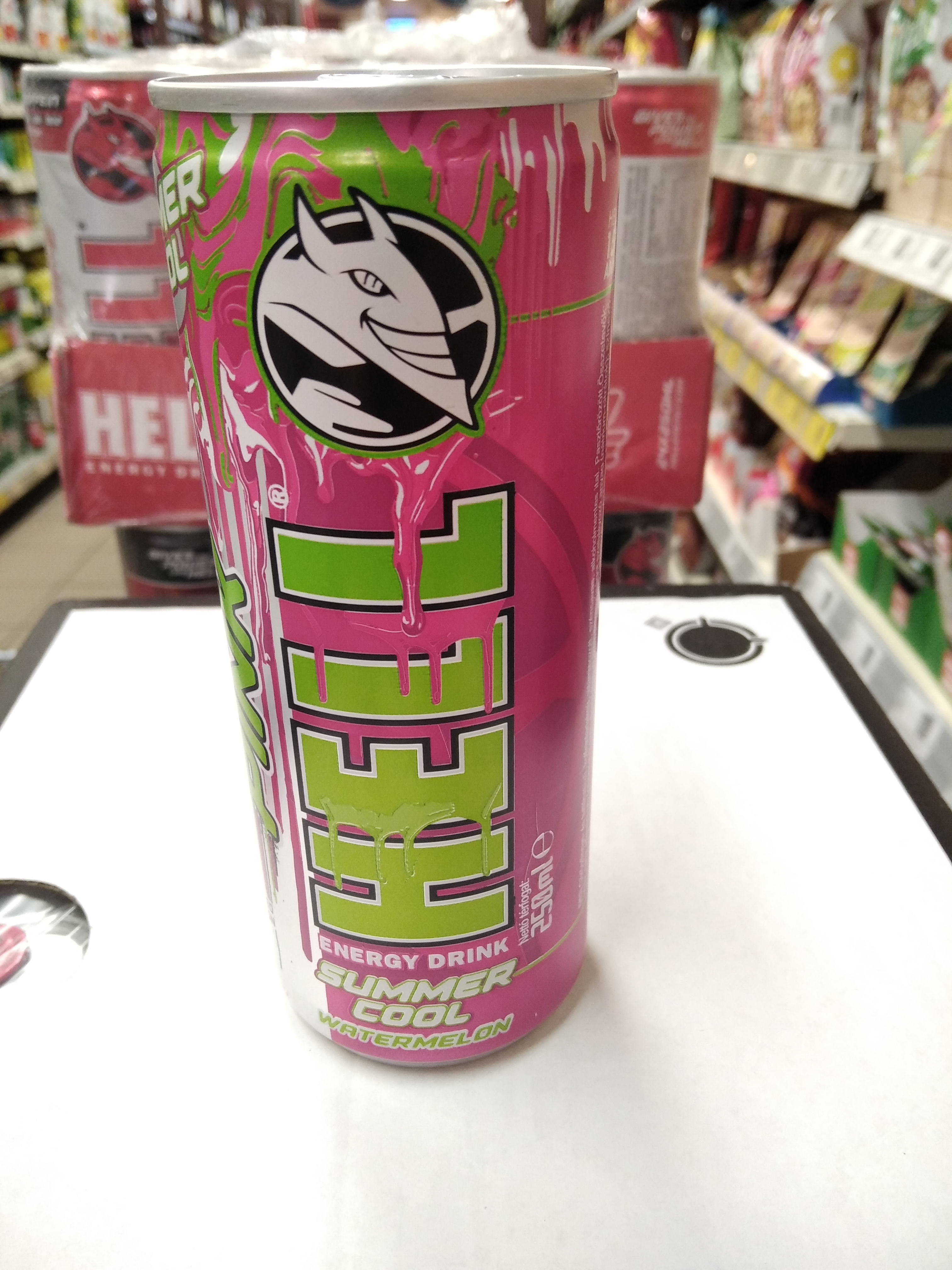
Hell Summer Cool Watermelon görögdinnye ízesítéssel

A HELL a klasszikus energiaitalokon (32 mg/100 ml koffein, tuttifrutti íz) kívül olyan termékeket is előállít, mint az általuk az extrém igénybevétel esetére ajánlott, 20%-kal nagyobb koffeintartalmú HELL STRONG vagy a cukormentes HELL Zero termékcsalád. 2017-ben bevezették a HELL STRONG FOCUS-t, amely összesen 11 összetevővel (köztük magnéziummal és L-karnitinnel) készül[forrás?], 2018-ban pedig a HELL ENERGY Active-ot, mely BCAA-t és L-karnitint tartalmaz, valamint 60%-kal kevesebb cukrot.[forrás?]
Az energiaitalok mellett 2013-ban dobták piacra a tartósítószert nem tartalmazó XIXO üdítőital-márkát. 2019-ben a cég új jegeskávé-termékcsaládot vezetett be Hell Energy Coffee néven.

### Xixo
A védjegyzett XIXO üdítőitalok a Hell Energy cég Borsod-Abaúj-Zemplén vármegyei Szikszón, német gyártástechnológiával felszerelt üzemében készülnek, 2013 óta. A gyárkomplexum napi 7 millió alumínium italdobozt tölt meg. A fémdobozokat a cég saját tulajdonában lévő, 2017-ben átadott italdobozgyára a Quality Pack állítja elő. 2021 februárjától a vállalat 100% újrahasznosított alumíniumból készült dobozokban értékesíti a XIXO üdítőitalokat, teljesen megszüntetve a PET-palackok használatát.
A termékek sztevia és fruktóz felhasználásával készülnek.

## Az Avalon Park
Termékei mellett a cégcsoport tulajdonába tartozik a Miskolctapolcán elhelyezkedő Avalon Park, ami hotel, resort & SPA, étterem és élménycenter egyben. A park eredetileg Formula–1 és MotoGP versenyek tartására is alkalmas létesítmény lett volna, lelátókkal, szállodával, Hell Ring néven. A cég 2012-ben "Szikszón épül az új Hungaroring" címen jelentette be az elképzelést, amely 6 milliárd forintba került volna, erre 1 milliárd forint vissza nem térítendő állami támogatást kapott (500 milliót „technikai sportkomplexum” létrehozására, további 500 milliót pedig a 48 férőhelyes hotel felépítésére, ezzel összesen 31 új munkahely létrehozását vállalták). A munkát állítólag régészeti feltárások hátráltatták, ezért a terveket átírták és a helyszínt áthelyezték a gyár mellől Miskolctapolcára egy kisebb kemping mellé. E létesítmény neve lett Avalon Park, ahol MotoGP pálya helyett elektromosgokart-pálya, egy négyszintes szálló, étterem, sörkert és játszópark található. A létesítmény Natura 2000 madárvédelmi területen épült fel, valamint a hegyoldal a vízbázisa miatt is védett. Az eredeti tervektől való jelentős eltérések dacára, a megítélt 1 milliárdos támogatást a cégnek nem kellett visszafizetnie.

## Marketingtevékenysége

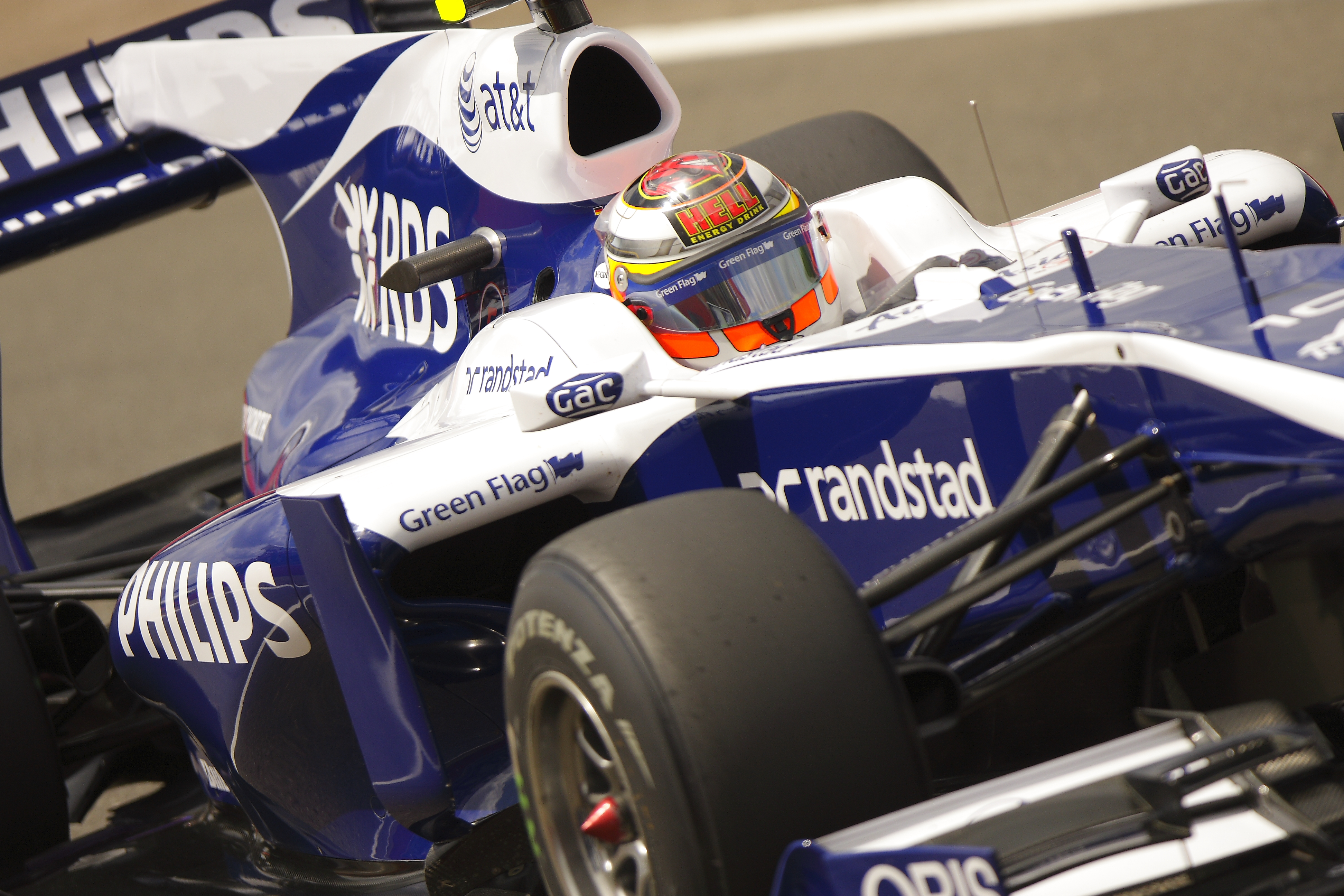
Nico Hülkenberg 2010-ben a Hell által szponzorált Williams volánja mögött.

A Hell Energy nemzetközi terjeszkedésének első lépése a 2009-ben a Formula–1-es AT&T Williams csapattal kötött kétéves együttműködés volt, amellyel a vállalat magyar cégként elsőként, az energiaitalok között pedig másodikként jelent meg szponzorként a Formula–1 világában. 2018-ban a márka reklámkampánya Bruce Willisszel együttműködésben készült.  A kampány sikerére tekintettel 2020-ban ismét a színészt választotta termékei arcának a márka, oldalán Zuleyka Riverával, aki a Despacito videoklipjében is főszerepet játszott.

## Az Európai Bíróság döntése a HELL szómegjelölésről
A HELL szó védjegyként való lajstromozhatóságának kérdésében az Európai Bíróság Törvényszéke hozott döntést 2021. április 21-én. A Bíróság hatályon kívül helyezte az Európai Unió Szellemi Tulajdoni Hivatala (EUIPO) második fellebbezési tanácsának 2020. március 25‑i határozatát.
A Bíróság megállapította, hogy nem áll fenn lajstromozást gátló ok  a „HELL” szómegjelölés uniós védjegyként való bejegyzése vonatkozásában. A védjegybejelentés árujegyzéke a következő volt: 30. árosztály:  kávé; kávéaromák; kávéitalok; kávékivonatok; kávéesszenciák; kávékoncentrátumok; tejes kávéitalok; kávé tejjel; koffeinmentes kávé; ízesített kávék; kávé kifőtt formában; malátakávé-kivonatok; jegeskávék”.
Az EUIPO korábban a védjegy lajstromozása iránti kérelemnek csak a „malátakávé-kivonatok” tekintetében adott helyt, míg a többi áru esetében – a 2019. június 7‑i határozatával – elutasította az uniós védjegyről szóló rendelet azon rendelkezései alapján, amelyek szerint nem részesülhetnek védjegyoltalomban a megkülönböztetésre nem alkalmas és a pusztán leíró jellegű megjelölések. Az  EUIPO a fellebbezési tanácsa az elutasító határozatában úgy ítélte meg, hogy a HELL szómegjelölés a német „Röstung” (pörkölés) főnév jelenléte nélkül is a szóban forgó áruk világos (németül: hell) pörkölésű változataira utal.
A Bíróság ezzel szemben rámutatott, hogy a „hell Kaffee” kifejezés nyelvtanilag helytelen, továbbá, hogy  németül nem használják a nyelvtanilag helyes „heller Kaffee” („világos kávé”) kifejezést  a világos pörkölésű kávékészítményekre.

## Díjai, elismerései
- World Food kiállítás, 2 díj: Legjobb piacra lépő, Legjobb energiaital (2008)[forrás?]
- A Strategic Manufacturing Awards jelölt (2012)[forrás?]
- Az Év Terméke díj (2012)[forrás?]
- Superbrands (2012)[forrás?]
- Superbrands (2013)[forrás?]
- Superbrands (2016)[forrás?]
- Superbrands (2018) [forrás?]
- Business Superbrands (2021)[16]
- MOMOT (Magyar Obezitológiai és Mozgásterápiás Társaság) Egészséges életért díj (2013)[forrás?]
- Pegazus díj jelölt (öt legjobban teljesítő magyar vállalkozás egyike) (2014)[forrás?]
- MagyarBrands (2014, 2015, 2016, 2017)[forrás?]
- World CSR Congress Legjobb Vállalati Társadalmi Felelősségvállalás díja (2016)[17]
- European Business Awards shortlist German Trade & Invest Award for International Expansion[forrás?]
- 2018: Év Gyára verseny, legeredményesebb gyártástámogató: Quality Pack Zrt.[18]
- Virtuális Erőmű Program (VEP) Energiatudatos Vállalat díj (2020)[19]